# Rifugio Tuckett
Il rifugio Tuckett - Quintino Sella è situato nelle Dolomiti di Brenta (Trentino occidentale) nel comune di Tre Ville, a 2.272 m s.l.m. È di proprietà della Società alpinisti tridentini (SAT), ed è gestito dal 1981 dalla famiglia Angeli.

## Storia

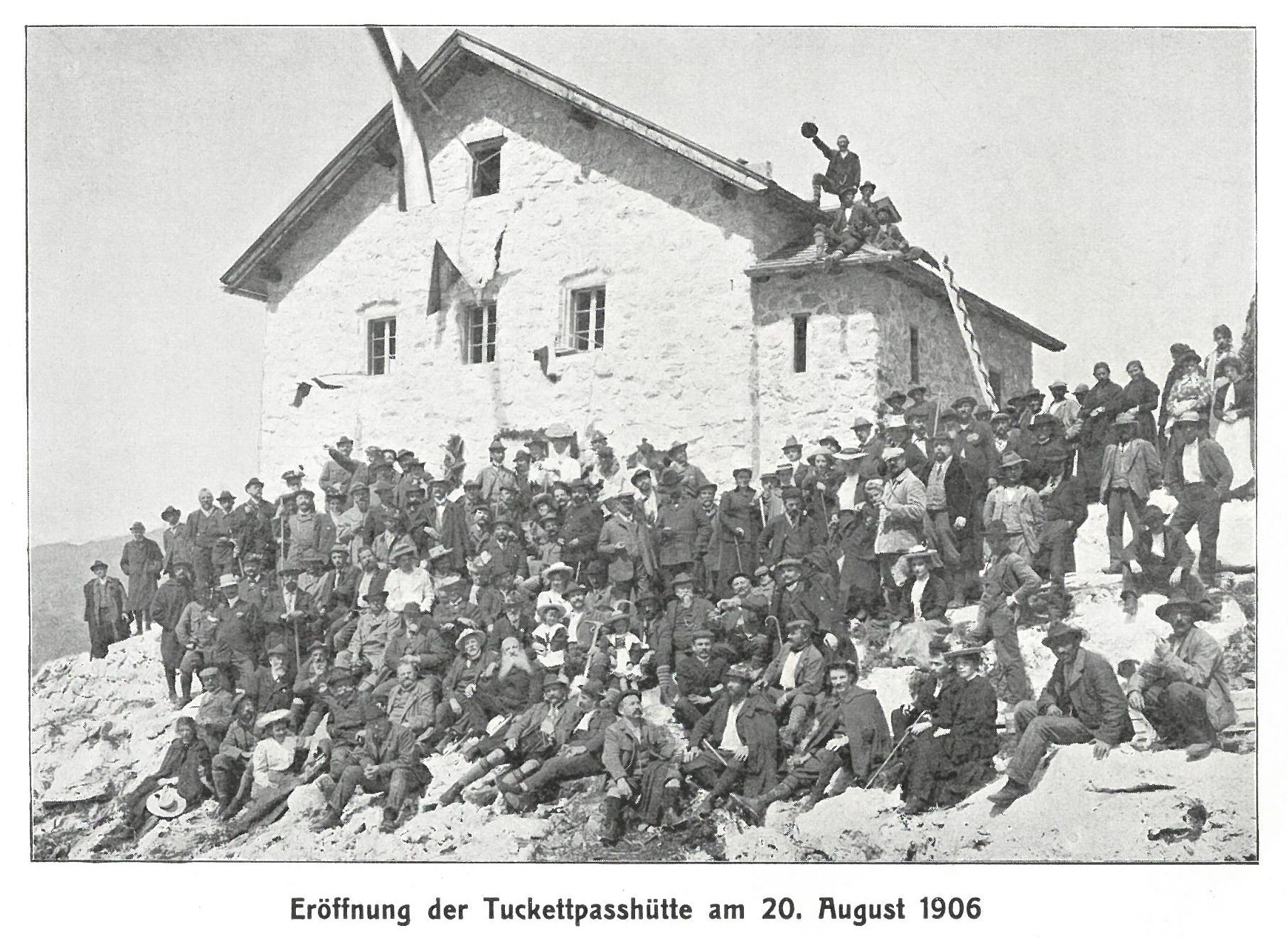
L'inaugurazione della Tuckettpasshütte nel 1906

L'edificio orientale, di più modeste dimensioni ed oggi usato come dipendenza, fu costruito nel 1905 dalla SAT e dedicato a Quintino Sella, fondatore del Club Alpino Italiano. La costruzione principale fu eretta l'anno successivo dal Deutscher und Österreichischer Alpenverein (club alpino tedesco-austriaco), sezione di Berlino, e venne intitolata all'alpinista britannico Francis Fox Tuckett.
I rifugi subirono gravi danni durante la prima guerra mondiale e furono ristrutturati nel 1920 dalla SAT, che nel frattempo aveva acquistato il rifugio tedesco.
La costruzione di due distinti rifugi a un anno di distanza e a meno di venti metri l'uno dall'altro testimonia le tensioni nazionalistiche tra alpinisti di lingua tedesca e alpinisti trentini all'inizio del Novecento.
Terminata nel 2015, un'ulteriore ristrutturazione ha migliorato le condizioni dei due rifugi, aggiungendo al Tuckett una stanza di asciugatura, un deposito zaini e delle nuove toilette con doccia, oltre a rimodernarne le sistemazioni per il pernottamento. La ristrutturazione ha anche toccato il rifugio Sella, con nuovi bagni ed una doccia, pur conservando i punti salienti del rifugio originale come travi e le porte originali del 1905, donandogli una nuova vita.

## Caratteristiche e informazioni
Il rifugio sorge ai piedi del Castelletto Inferiore di Vallesinella e della vedretta di Brenta inferiore. Si compone di due edifici, per un totale di 112 posti letto. È aperto dal 20 giugno al 20 settembre. Dispone inoltre di un locale invernale, sempre aperto, con 8 posti.
La vicinanza alle pareti del Castelletto e ad una palestra di roccia attrezzata ne fanno una base ottimale per corsi di roccia.
La sua posizione centrale lo rende un buon punto di partenza per molte escursioni ed ascensioni, soprattutto per chi raggiunge le Dolomiti da Madonna di Campiglio.

## Accessi
- Dal Rifugio Vallesinella di Madonna di Campiglio (TN) (1.513 m) per il sentiero n. 317, che passa dal Rifugio Casinei  (1.825 m) (1 ora e 45 minuti - escursionistico).
- Da Campiglio in funivia sino al Passo del Grostè (2.442 m), poi per il sentiero n. 316 (1 ora e 20 minuti - escursionistico).

## Ascensioni
- Cima Brenta (3.150 m) - difficoltà AD
- Cima Mandròn (3.040 m) - diff. F
- Castelletto Superiore di Vallesinella (2.969 m) - diff. F
- Castelletto Inferiore di Vallesinella (2.601 m) - diff. PD
- Cima Quintino Sella (2.917 m) - diff. F

## Traversate
Il rifugio funge da punto di appoggio per la Via delle Bocchette, pertanto le principali traversate avvengono lungo questo percorso. Si possono compiere traversate ai seguenti rifugi.

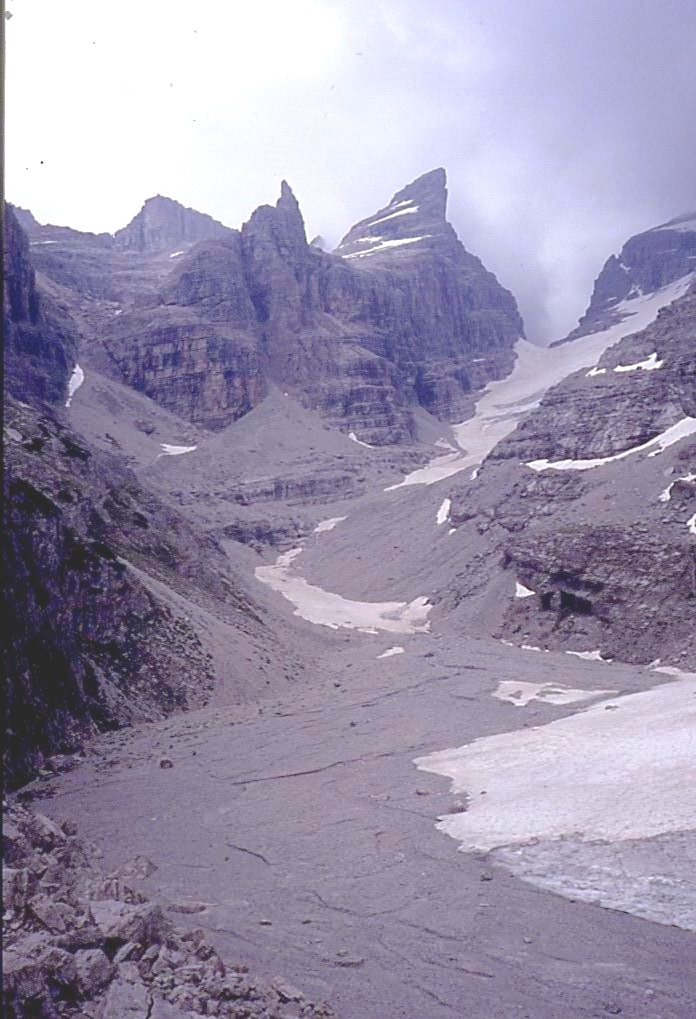
Cima Sella e Bocca di Tuckett, dal rifugio

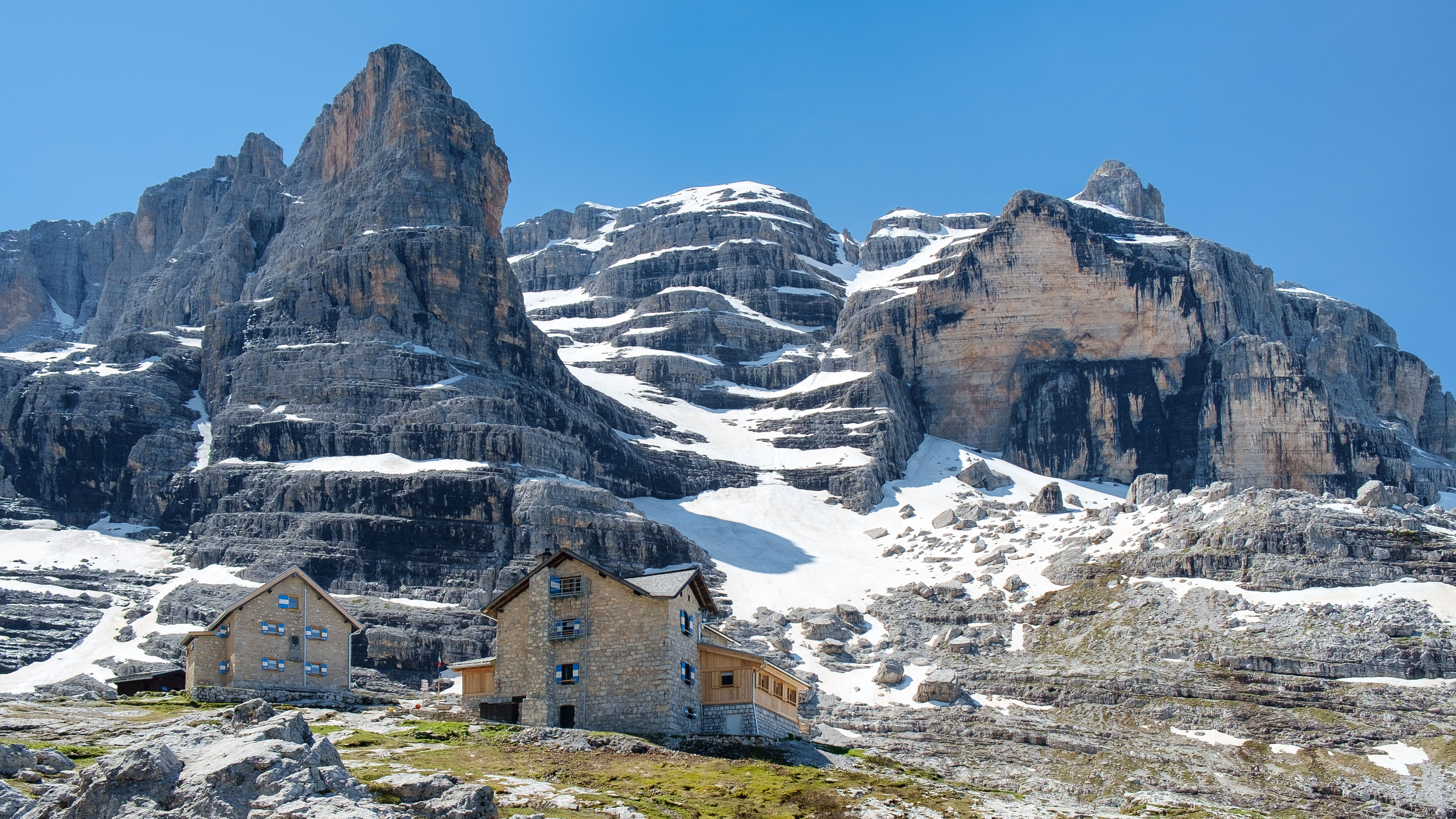
Dietro al rifugio da sinistra: punta Massari, cima Mandron e punte di Campiglio

- Al rifugio Graffer al Grostè (2.261 m) per il sentiero Benini: dalla bocca di Tuckett, salendo la parete di cima Sella, si giunge alla bocca alta di Vallesinella. Di qui si cala al passo del Grosté, passando per il lato orientale del Campanile di Vallesinella, e quindi al Rifugio (percorso alpinistico attrezzato, 4 ore)
- Al rifugio Pedrotti (2486 m), per due vie:
  - lungo il sentiero Osvaldo Orsi: attraverso la Bocca di Tuckett (2.648 m) si taglia il versante orientale della cima Brenta e si passa lungo il lato est della catena degli Sfulmini sino al rifugio (ore 3 e 30 minuti; percorso molto interessante, a tratti esposto, frequentato in estate).
  - per la Via ferrata delle Bocchette Alte, sino alla bocca dei Armi (2.749 m), quindi per la Via ferrata delle Bocchette Centrali sino al rifugio (8 ore e 30; percorso attrezzato, spettacolare e impegnativo, molto esposto, con caratteristiche prettamente alpinistiche, giunge a superare i 3.000 m di altitudine). Si può spezzare in due tratti con pernotto al rifugio Angelo Alimonta, situato approssimativamente a metà strada.
- Al rifugio Brentei per il sentiero SOSAT (segnavia 305 bis): percorso interessante, a tratti esposto ed attrezzato, attraversa in cengia le punte di Campiglio (2 ore e 30 minuti).
- Al rifugio Croz dell'Altissimo: dalla bocca di Tuckett, attraverso le val Perse (percorso escursionistico, anche se a tratti non facile, utile per scendere a Molveno; 2 ore e 30 minuti)